# Photinella brevis
Photinella brevis är en bönsyrseart som beskrevs av Rehn 1907. Photinella brevis ingår i släktet Photinella och familjen Mantidae. Inga underarter finns listade i Catalogue of Life.